# Шарлотта Фредеріка Пфальц-Цвайбрюкенська
Шарлотта Фредеріка Пфальц-Цвайбрюккенська (нім. Charlotte Friederike von Pfalz-Zweibrücken, 2 грудня 1653 — 27 жовтня 1712) — пфальцграфиня Цвайбрюкенська з династії Віттельсбахів, донька пфальцграфа Цвайбрюкену Фрідріха та графині Нассау-Саарбрюкенської Анни Юліани, дружина спадкоємного принца Цвайбрюкен-Ландсбергу Вільгельма Людвіга.

## Біографія
Народилась 2 грудня 1653 року у Цвайбрюккені. Була дев'ятою дитиною та шостою донькою в родині пфальцграфа Цвайбрюкену Фрідріха та його дружини Анни Юліани Нассау-Саарбрюкенської. Мала старших сестер Єлизавету, Софію Амалію й Елеонору Августу. Інші діти померли до її народження. Мешкало сімейство у замку Кіркель.

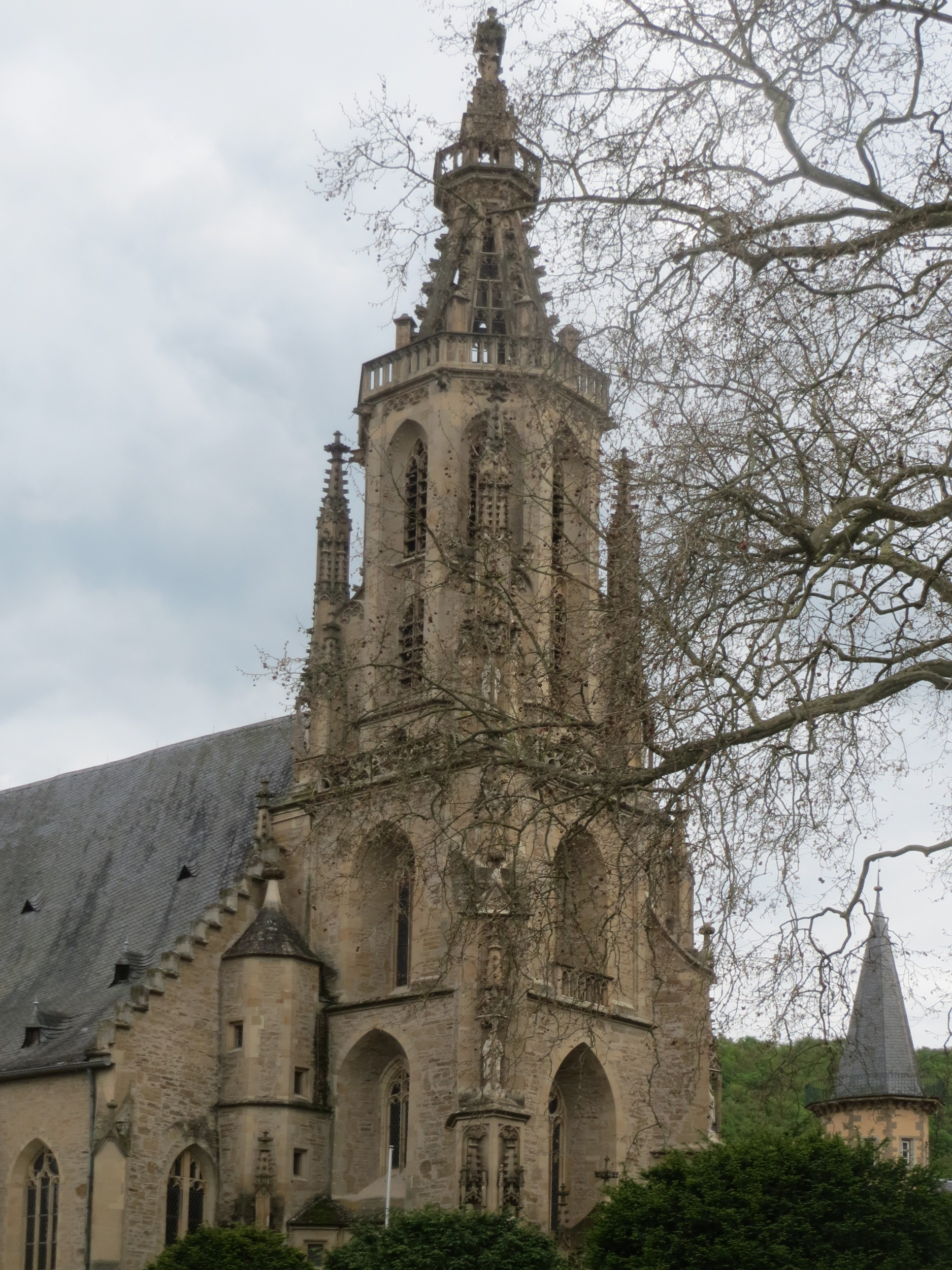
Замкова церква Майзенгайму

Втратила батька у віці 7 років. Матір більше не одружувалася. Пфальц-Цвайбрюкен відійшов Фрідріху Людвігу Цвайбрюкен-Ландсберзькому, дядьку попереднього правителя. Із його старшим сином і заручилася Шарлотта Фредеріка.
У 18 років стала дружиною 24-річного спадкоємного принца Цвайбрюкен-Ландсбергу Вільгельма Людвіга. Весілля відбулося 14 листопада 1672 року у Майзенгаймі. У подружжя народилося троє дітей
Чоловік Шарлотти Фредеріки помер невдовзі після народження доньки. Принцеса пережила його на кілька десятиліть і пішла з життя у Деррмошелі 27 жовтня 1712 року. Була похована у замковій церкві Майзенгайму.

## Родина
Чоловік —  Вільгельм Людвіг Цвайбрюкен-Ландсберзький
Діти:
- Карл Людвіг (1573—1574) прожив 1 рік;
- Вільгельм Крістіан (5 липня—28 листопада 1574) прожив 4 місяці;
- Вільгельміна Софія (27 липня—5 листопада 1575) прожила 3 місяці.